# Aghmat
Aghmāt, in berbero Aɣmat, fu un'importante città medievale  dell'Maghreb al-Aqsa (attuale Marocco), oggi non più esistente, che sorgeva ai piedi dell'Atlante, a 30 km da Marrakesh, sulla strada per la valle dell'Ourika. Oggi è un sito archeologico noto come  "Joumâa Aghmat".
La "A" iniziale del nome può anche non essere vocalizzata, e il nome è talvolta trascritto "Ghmat" o anche "Rhmate" (come appare nella Guida Michelin).

## Storia

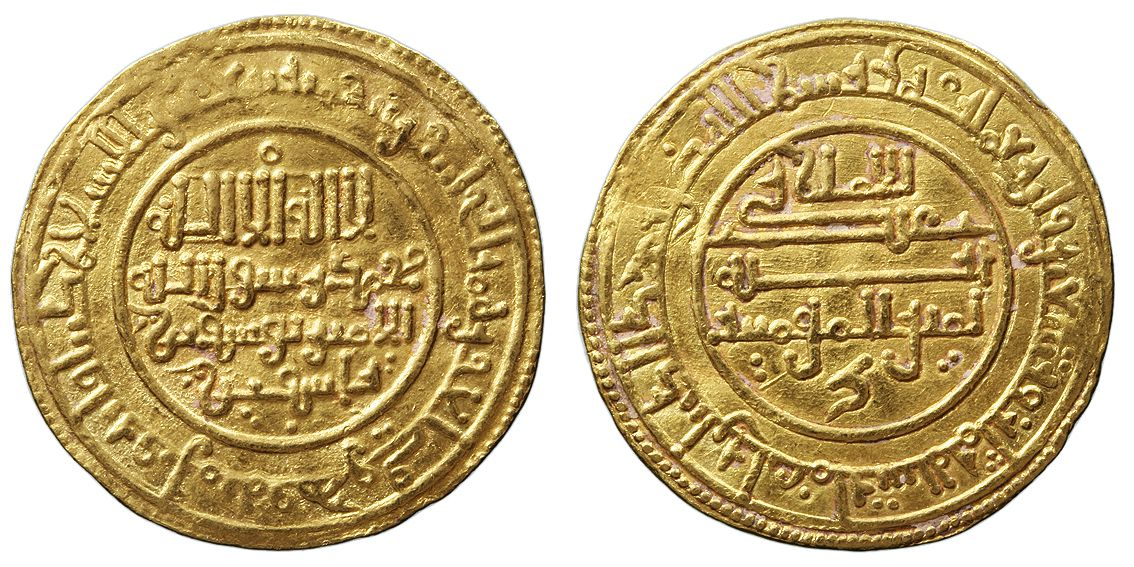
Moneta d'oro di Yūsuf ibn Tāshfīn coniata ad Aghmāt.

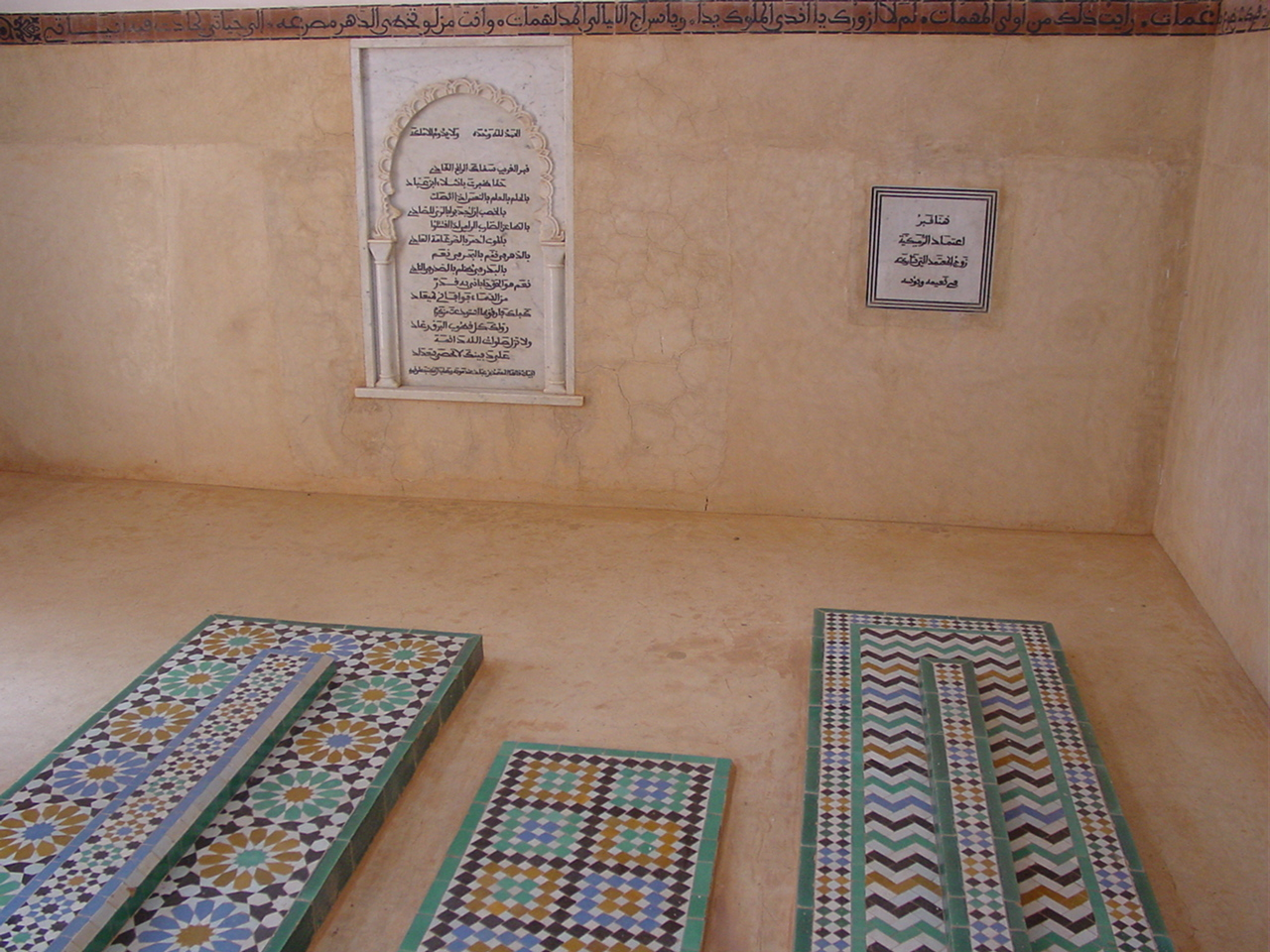
Tombe di Muḥammad al-Muʿtamid, sua moglie e sua figlia ad Aghmāt.

Secondo una leggenda berbera, Aghmāt era popolata da berberi cristiani quando fu conquistata dai musulmani guidati da ʿUqba ibn Nāfiʿ nel 683.
Dopo la morte del sovrano idriside Idrīs II nel 828, il Marocco venne diviso diviso tra i suoi figli. Aghmāt divenne capitale della regione di Sous sotto il governo di ʿAbd Allāh, uno dei figli di Idrīs II.
Dopo la caduta degli Idrisidi la città cadde sotto il controllo della tribù dei Maghrawa, e, quando gli Almoravidi originari dal deserto del Sahara invasero la regione guidati da Ibn Yāsīn, Aghmāt era difesa dal capo Maghrawa Laqūt. Laqūt fu sconfitto e gli Almoravidi entrarono in città il 27 giugno del 1058.
La vedova di Laqūt, Zaynab al-Nafzawiyya che era una delle più ricche persone della città, sposò il capo almoravide Abū Bakr ibn ʿUmar e mise la sua notevole ricchezza a sua disposizione. Dopo la morte di Abū Bakr, Zaynab sposò il suo successore, Yūsuf ibn Tāshfīn.
Negli anni 1068/1069 la popolazione della città crebbe notevolmente, e Yūsuf ibn Tāshfīn decise di costruire una nuova capitale, fondando la città di Marrakesh nel 1070, segnando l'inizio del declino di Aghmāt.
Dopo che Yūsuf ibn Tāshfīn iniziò la conquista di al-Andalus (Spagna islamica), mandò in esilio nella città due dei sovrani andalusi detronizzati, ovvero l'abbadide della Ta'ifa di Siviglia Muḥammad al-Muʿtamid, e lo ziride della Ta'ifa di Granada ʿAbd Allāh ibn Buluggīn. Le tombe di entrambi sono ancora visibili.
Negli anni 1126, 1127 e 1130 la città vide una serie di battaglie tra l'almoravide ʿAlī ibn Yūsuf e il nascente movimento almohade guidato da Ibn Tūmart e 'Abd al-Mu'min. Quest'ultimo riuscì a occupare la città senza combattere il 27 giugno 1146, tre anni dopo la morte di ʿAlī ibn Yūsuf.
Nel 1860, la città aveva ancora una popolazione di 5 500 persone, di cui 1 000 ebrei.

## Economia
al-Bakrī, nell'XI secolo, alla vigilia dell'ascesa al potere degli Almoravidi, descrisse Aghmāt come una città fiorente dove 100 bovini e 1 000 ovini venivano macellati nel suq ogni domenica. La città era divisa in due: il centro commerciale e politico era conosciuto come "Aghmāt Wurīka", otto miglia distante da "Aghmāt Aylan", che era vietata agli estranei. La città era servita dal porto di Qūz.

## Rovine
Rimangono i resti di delle antiche mura, un hammam, alcuni edifici e canali di irrigazione (qanat), nonché i mausolei dei sopracitati Muḥammad al-Muʿtamid e ʿAbd Allāh ibn Buluggīn.